# Bifonazol
Bifonazol ist ein lokal anwendbares Breitspektrum-Antimykotikum aus der Stoffklasse der Azole, welches in Form von Salben, Cremes, Gelen, Sprays und Lösungen kutan (auf der Haut) zur Anwendung kommt. Aufgrund seiner guten Hautpenetration und der antimykotischen Wirkung wird es zur Behandlung von Pilzerkrankungen von Haut und Nägeln (Mykosen, Dermatophytosen) verwendet. Auch gegen bestimmte Bakterien wie Corynebacterium minutissimum ist der Wirkstoff aktiv und deckt damit alle relevanten Erreger in diesem Bereich ab. Bifonazol ist eine synthetische Mischung von zwei isomeren chemischen Verbindungen aus der Gruppe der Imidazole. Neben seinem breiten Wirkungsspektrum zeichnet sich Bifonazol durch eine lange Persistenz auf der Haut aus, wodurch nach sechs Stunden bereits wirksame Konzentrationen erreicht werden. Die Wirkungsweise des Bifonazol beruht auf der Hemmung des Enzyms Lanosterin-Demethylase, das für die Synthese von Ergosterol, einem wichtigen Bestandteil der Zellmembranen der Pilze, eine wichtige Rolle spielt.

## Geschichte
Bifonazol ist eine Weiterentwicklung von Clotrimazol und wurde 1974 in Deutschland zum Patent angemeldet, das 1984 erteilt wurde. Der Wirkstoff wurde 1976 und 1978 von Bayer patentiert und ist jetzt auch als Generikum im Handel. Verwendet werden das Hydrochlorid und das Sulfat.

## Stereoisomerie
Bifonazol ist chiral, es gibt zwei Enantiomere: (R)-1-(4-Phenylbenzhydryl)imidazol [= (R)-Form] und (S)-1-(4-Phenylbenzhydryl)imidazol [= (S)-Form]. Als Arzneistoff wird racemisches Bifonazol eingesetzt, also ein 1:1-Gemisch aus (R)-1-(4-Phenylbenzhydryl)imidazol und (S)-1-(4-Phenylbenzhydryl)imidazol.

## Eigenschaften

### Pharmakodynamik
Der Wirkmechanismus aller Azole (z. B. Clotrimazol als Prototyp) ist die Hemmung der Lanosterol-14α-Demethylase, welche ein Schlüsselenzym bei der Synthese von Ergosterol ist. Im Gegensatz zu Säugetieren, welche die Cholesterolsynthese ausüben, wird in Pilzen Ergosterol gebildet. Dieser Unterschied ist wichtig für eine zielgerichtete Therapie gegen Pilzerkrankungen ohne die menschliche Cholesterolsynthese zu beeinflussen. Gemeinsames Schlüsselenzym beider Synthese-Wege ist die HMG-CoA-Reduktase, welche 3-Hydroxy-3-Methylglutaryl-Coenzym-A in Mevalonsäure umwandelt (Therapeutisches Target von Statinen). Dieses Enzym wird zusätzlich (dualer Wirkmechanismus) von Bifonazol inhibiert. Dieser doppelte Wirkansatz unterscheidet Bifonazol von anderen Antimykotika. Bifonazol zeigt eine fungistatische, d. h. wachstumshemmende Eigenschaft sowie fungizide (d. h. pilzabtötende) Effekte gegenüber Dermatophyten und Hefen, den am häufigsten vorkommenden Pilzerregern. Zudem weist der Wirkstoff antiphlogistische Eigenschaften auf, so dass Entzündungsprozessen effektiv entgegengewirkt werden kann.

### Pharmakokinetik
Bifonazol dringt gut in die von der Infektion betroffenen Hautschichten. Sechs Stunden nach Applikation werden Konzentrationen gemessen, die die MHK-Werte (Minimale Hemm-Konzentration) für die bei Dermatomykosen wichtigen Pilze erreichen oder um ein Vielfaches überschreiten: zwischen 1000 μg/cm³ in der obersten Schicht der Epidermis (Stratum corneum) und 5 μg/cm³ im Stratum papillare. Bifonazol verfügt über eine lange Hautverweildauer in antimykotisch wirksamen Konzentrationen. Diese bildet unter Berücksichtigung des fungiziden Wirkungstyps die Basis für die Einmal-Applikation in der lokalen Therapie. Bei Resorptionsuntersuchungen nach topischer Applikation an intakter menschlicher Haut lagen die Konzentrationen im Serum stets unter der Nachweisgrenze (< 1 ng/ml), nur bei entzündeter Haut ließ sich eine geringe Resorption nachweisen. Diese äußerst geringen Wirkstoffkonzentrationen (im Allgemeinen weniger als 5 ng/ml) lassen eine systemische Wirkung nicht erwarten.

### Resistenzlage
Bifonazol weist eine günstige Resistenzlage auf, d. h. Pilze, die von Anfang an nicht auf Bifonazol ansprechen, sind selten. Es gibt bisher keine Hinweise darauf, dass sich unter Bifonazol eine Resistenz auf einen ursprünglich empfindlichen Pilzstamm entwickelt.

## Wirkmechanismus
Bifonazol greift an zwei Stellen in die kaskadenartige Ergosterol-Synthese der Pilzerreger ein und hat eine ausgeprägte fungistatische Wirkung. Dieser doppelte Wirkansatz unterscheidet Bifonazol von anderen Azol-Derivaten und anderen Antimykotika. Die Hemmung der Ergosterol-Biosynthese führt zu Störungen im Aufbau und in der Funktion der Zytoplasmamembran. Ergosterol ist ein essentieller Bestandteil der Zellmembran von Pilzen.

## Therapeutische Anwendung

### Anwendungsgebiete
Das Antimykotikum Bifonazol zeichnet sich durch ein breites Wirkungsspektrum aus, das Dermatophyten, Hefen, Schimmelpilze und andere Pilze, wie Malassezia furfur sowie Bakterien wie Corynebacterium minutissimum erfasst. Es wird zur Behandlung von Haut-, Fuß- und Nagelpilz eingesetzt.

### Nebenwirkungen
Bei lokaler Anwendung beschränken sich die Nebenwirkungen auf reversible Effekte wie z. B. trockene Haut, Hautirritation, Hautaufweichung, Hautabschuppung, Rötung, Brennen, Juckreiz, Ausschlag, Ekzem, Bläschen, Nesselsucht, Kontaktdermatitis, allergische Dermatitis. Diese Nebenwirkungen wurden nach der Zulassung im Rahmen der Anwendung beobachtet.

### Kontraindikationen
Aufgrund der lokalen Wirkung ist eine Schädigung der Leber aufgrund der Hepatotoxizität ausgeschlossen. Bei bekannten Überempfindlichkeiten sollte Bifonazol nicht angewendet werden.
Es liegen keine hinreichenden Daten für die Anwendung von Bifonazol bei Schwangeren vor. Da es sich bei Bifonazol jedoch um einen ausschließlich topisch angewendeten Wirkstoff handelt, der nur in sehr geringem Ausmaß resorbiert wird, ist ein systemischer Effekt und ein damit verbundenes Risiko nicht zu erwarten. Trotzdem sollte aus Vorsichtsgründen die Anwendung von Bifonazol während der Schwangerschaft nur nach sorgfältiger Nutzen-Risiko-Abschätzung erfolgen.

### Interaktionen
Limitierte Daten deuten darauf hin, dass eine Wechselwirkung zwischen topisch appliziertem Bifonazol und Warfarin möglich ist, unter Anstieg des INR-Wertes. Bei gleichzeitiger Anwendung von Bifonazol und Warfarin sollte bei den Patienten daher eine entsprechende Kontrolle erfolgen.

## Substanzklasse
Bifonazol ist ein Aromatasehemmer.

## Handelsnamen
Monopräparate
Bifomyk (D), Bifon (D), Canesten Bifonazol - Creme (A), Canesten Extra Bifonazol (D), Mycospor (D)
Kombinationspräparate
Canesten Extra Nagelset (D), Canesten Bifonazol comp. – Salbe + Nagelset (A)